# Ryōta Ōsaka
Ryōta Ōsaka  (逢坂 良太?, Ōsaka Ryōta) (Prefettura di Tokushima, 2 agosto 1986) è un doppiatore giapponese affiliato con Early Wing

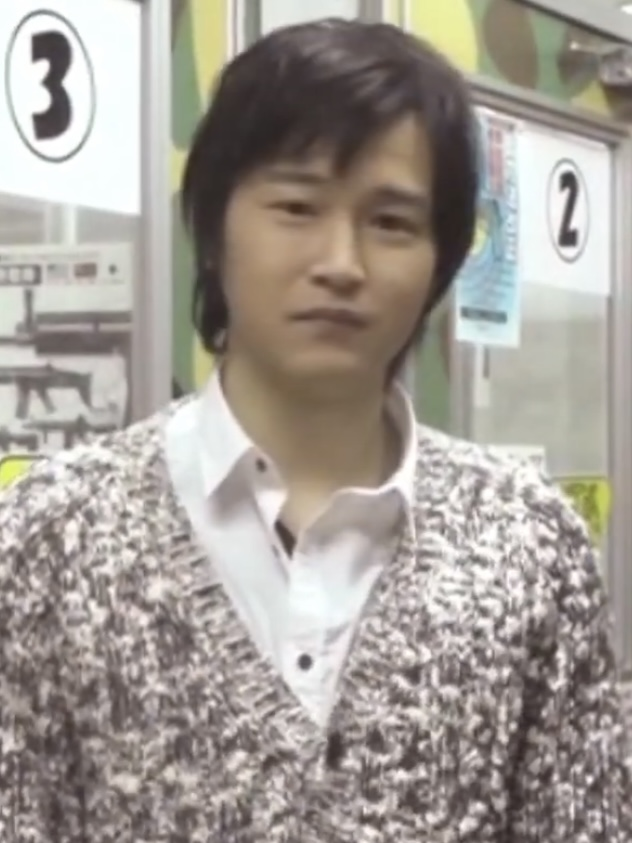

Inoltre ha ricevuto il Best Male Newcomer al 9º Premio Seiyu nel 2015 ed ospitando anche il programma radiofonico ŌHana (逢 坂 市立 花 江 Ōsaka Shiritsu Hanae Gakuen) insieme al doppiatore Natsuki Hanae.

## Doppiaggio

### Anime
2011
- Kimi to Boku – Palmo
- Mashiroiro Symphony – Koichi Mizuhara

2012
- Medaka Box Abnormal – Hyakucho Hayama
- Muv-Luv Alternative – Total Eclipse – Kil Efremov
- Oniichan dakedo Ai sae Areba Kankeinai yo ne! – Akito Himenokōji
- Sket Dance – Kiri Kato
- Sword Art Online – "Red-Eyed" XaXa (membro dei Laughing Coffin)
- Tsuritama – Yuki Sanada
- Tonari no Kaibutsu-kun – Sōhei Sasahara
- Le bizzarre avventure di JoJo: Battle Tendency - Mark

2013
- Beast Saga – Kannigaroo
- Haganai - I Have Few Friends – Toma Suzutsuki
- Little Battlers eXperience – Arata Sena
- The Devil Is a Part Timer! – Sadao Maō/Satan Jacob
- High School DxD New – Vali Lucifer
- Ore no Kanojo to Osananajimi ga Shuraba Sugiru – Eita Kidō
- L'Attacco dei Giganti – Marco Bodt
- Gatchaman Crowds – Sugane Tachibana
- Valvrave the Liberator – Haruto Tokishima
- Rozen Maiden: Zurückspulen – Jun Sakurada
- Blood Lad – Staz Charlie Blood
- Magi: The Kingdom of Magic – Sphintus Carmen
- Yondemasuyo, Azazel-san Z – Gagiel Amano
- Valvrave the Liberator 2nd Season – Haruto Tokishima
- Super Seisyun Brothers – Chika Shinmoto
- Ace of Diamond – Eijun Sawamura
- Nagi no Asukara – Kaname Isaki
- Log Horizon – Shōryū
- Strike the Blood –  Motoki Yaze
- Gingitsune – Youta Fujimura
- Chihayafuru 2 – Tashiro (Ep. 4, 6), Masaki Ono (Ep. 9, 14)
- Teekyu 3 – Yōta Oshimoto

2014
- Hamatora – Nice[2]
- Knights of Sidonia – Nagate Tanikaze[3]
- Brynhildr nell'oscurità – Ryōta Murakami
- Kanojo ga Flag o Oraretara – Sōta Hatate
- Glasslip – Kakeru Okikura
- Shōnen Hollywood -Holly Stage for 49- – Kakeru Kazama
- Argevollen – Tokimune Susumu
- Gundam Reconguista in G – Klim Nick
- Re: Hamatora – Nice
- Hunter × Hunter (2011) – Kanzai
- Sugar Soldier – Shun Iriya
- Dai-Shogun - Great Revolution – Sutemaru
- Bugie d'aprile – Ryota Watari
- Sword Art Online II – Shouichi Shinkawa
- Denkigai no Honya-san – Umio
- Hero Bank – Ryōma Ishin
- Log Horizon 2nd Season – Shōryū
- Tales of Zestiria: dōshi no yoake – Mikleo

2015
- Ace of Diamond: Second Season – Eijun Sawamura
- Assassination Classroom – Yūma Isogai[4]
- Attack on Titan: Junior High – Marco Bodt
- Aldnoah.Zero Part 2 – Klancain
- Charlotte – Shō (Ep. 3)
- Gatchaman Crowds insight – Sugane Tachibana
- Haikyu!! 2 – Keiji Akaashi
- High School DxD BorN – Vali Lucifer
- Knights of Sidonia: War of the Ninth Planet – Nagate Tanikaze
- Kuroko's Basket Season 3 – Chihiro Mayuzumi
- Mini Hama: Minimum Hamatora – Nice
- Miss Monochrome: The Animation 3 – Sobasshi
- L'epopea del cavaliere ripetente – Ikki Kurogane
- Shōnen Hollywood -Holly Stage for 50- – Kakeru Kazama
- Show by Rock!! – Kai
- Shirayuki dai capelli rossi – Zen Wistalia
- Takamiya Nasuno Desu! – Yōta Oshimoto
- Teekyu 4 – Yōta Oshimoto
- Teekyu 6 – Yōta Oshimoto
- Ushio and Tora – Satoru Moritsuna
- Yamada-kun e le 7 streghe – Ryū Yamada

2016
- Ajin: Demi-Human  – Keisuke Nakajima
- All Out!! – Mutsumi Hachiōji
- Ao no kanata no four rhythm – Masaya Hinata[5]
- Assassination Classroom 2nd Season – Yūma Isogai
- Days – Atomu Isurugi[6]
- Kabaneri of the Iron Fortress – Sukari
- The Lost Village – Reiji
- Mobile Suit Gundam: Iron-Blooded Orphans – Hash Midi[7]
- Monster Hunter Stories: Ride On – Shuval[8]
- Prince of Stride: Alternative – Hajime Izumino
- Show by Rock!!♯ – Kai
- Show By Rock!! Short!! – Kai
- Snow White with the Red Hair 2nd Season – Zen Wistalia
- Tales of Zestiria the X – Mikleo
- Taboo Tattoo – Varma
- Teekyu 7 – Yōta Oshimoto
- Tōken Ranbu: Hanamaru – Shishio[9]
- Trickster – Kensuke Hanasaki[10]
- Undefeated Bahamut Chronicle – Fugil Arcadia[11]

2017
- Kabukibu! – Shin Akutsu
- Tales of Zestiria the X 2 – Mikleo
- NTR: Netsuzou Trap – Takeda[12]
- Love and Lies – Yukari Nejima[13]
- Yōkoso Jitsuryoku Shijō Shugi no Kyōshitsu e – Yousuke Hirata[14]
- Dive!! – Ryō Ohira[15]
- Black Clover – Sekke Bronzazza[16]
- Sengoku Night Blood – Hanbee Takenaka
- UQ Holder! – Xingzi Chao
- Mahōjin Guru Guru – Vivian (Ep. 19, 21 - )
- Overlord II  Climb[17]

2019
- Grimms Notes The Animation – Ex
- DanMachi II - Apollo

2021
- Demon Slayer (stagione 2) – Gyutaro

2023
- Berserk of Gluttony – Fate Graphite

2024
- A Sign of Affection – Kyouya Nagi
- Squalificati - Ranger Reject – Yamato Kurusu
- Magilumiere Magical Girls Inc. - Kaede Midorikawa[18]

### Anime cinematografici
- Ao Oni: The Animation – Kōji Manabe[19]
- Code;Geass: Roze of the Recapture – Heath

### Anime Web
- Mobile Suit Gundam Thunderbolt – Billy Hickham[20]
- Koro-sensei Q! – Yūma Isogai

### Original Video Animation (OVA)
- Rescue Me! – Masayuki Mizutani
- Nijiiro Prism Girl – Touya Ichinose
- Yamada-kun and the Seven Witches – Ryū Yamada

### Drama CD
- Hibi Chouchou – Taiichi Kawasumi

### Videogiochi
- Akiba's Trip: Undead & Undressed – Nanashi
- Dengeki Bunko: Fighting Climax – Sadao Maō
- Fairy Fencer F – Fang
- La storia della Arcana Famiglia 2 – Teo
- Muramasa Rebirth – Arashimaru
- Granblue Fantasy – Madl, Percival
- Dengeki Bunko: Fighting Climax - Sadao Maō/Satan Jacob
- Tales of Zestiria – Mikleo
- Yumeiro Cast – Kyōya Asahina
- Ensemble Stars! – Ibara Saegusa
- Monster Hunter Stories - Cheval
- Closers – Haruto
- Dragalia Lost - Faris
- Disgaea RPG - Dies
- Pokémon Masters EX - Blu
- Granblue Fantasy: Versus - Percival
- Trials of Mana – Kevin
- Genshin Impact - Bennett
- Monster Hunter Stories 2: Wings of Ruin - Cheval
- Echoes of Mana - Kevin
- Xenoblade Chronicles 3 - Zeon
- Soul Hackers 2 - Kaburagi
- Granblue Fantasy: Versus Rising - Percival
- Granblue Fantasy: Relink - Percival